# 赵匡凝
赵匡凝（9世纪—10世纪），字光仪，生年不详，蔡州人，唐朝末年军阀，封楚王，自景福元年（892年）为忠义军节度使统治忠义军，一直至天祐二年（905年）被宣武军节度使朱全忠所败。

## 生平

### 家世背景
赵匡凝生年不详，只知道是蔡州人。父親赵德諲原为唐奉国军节度使秦宗权部下申州刺史。秦宗权投降黄巢起義的農民軍及其建立的大齊政权，黄巢战败后，他自己称帝。赵德諲效命秦宗权，攻陷山南东道。后赵德諲觉察到秦宗权将败，又降唐，与唐宣武军节度使朱全忠联合。在朱全忠的推荐下，赵德諲留任山南东道节度使，山南东道改名忠义军。赵德諲后来参与了导致秦宗权败亡的几场战役。
赵德諲为忠义军节度使期间，赵匡凝因父之功，被任为忠义军辖下的唐州刺史，兼七州马步军都校。景福元年（892年）二月，赵德諲去世。子赵匡凝继立。赵匡凝自称忠义军留后，唐昭宗授他为节度使。

### 为忠义军节度使
赵匡凝任节度使的最初三年，以威惠闻名。他为人气貌甚伟，很注重仪表，表现得严肃而盛装，每次整理衣冠，都让左右拿大镜子前后照自己。待客时，乌巾上隐隐感觉有灰尘，就令侍妓持红拂去掉它。人们若误犯其家讳，往往遭其用木棒笞打，其为人方正严肃如此。颇好学问，藏书数千卷。封南康郡王。
乾宁五年（898年）七月，赵匡凝得知朱全忠于前一年十一月试图灭淮南节度使杨行密战败（清口之战），就秘密和杨行密、奉国军节度使崔洪、河东节度使李克用结盟反对朱全忠。赵匡凝部下方城镇遏使度轸叛投朱全忠，揭发其谋。先前泰宁军节度使朱瑾与李克用派去救援的史俨、李承嗣等被朱全忠所败投奔淮南，这时李克用又遣使者带着书信和钱财借道赵匡凝请求杨行密归还史俨、李承嗣等，被朱全忠所获，朱全忠大怒，写信切责赵匡凝，派宿州刺史氏叔琮攻忠义军，很快攻下唐州，刺史赵匡璠越城投降，再进围隋州，阵擒刺史赵匡璘，斩首五千级，再攻忠义军军部襄州，不克。八月，宣武军将康怀贞克邓州，擒刺史国湘。赵匡凝害怕，遣使求和请求重新依附朱全忠，朱全忠同意。
光化二年（899年）十一月，昭宗加赵匡凝兼中书令。三年（900年）七月，赵匡凝以忠义军节度、山南东道管内观察处置三司水陆发运等使、开府仪同三司、检校太尉、中书令、兼襄州刺史、上柱国、南平王、食邑三千户的身份被任为检校太师、兼中书令，加实封一百户。
天复三年（903年），朱全忠正围攻劫持昭宗的凤翔节度使李茂贞，昭宗诏朱全忠盟友武昌军节度使杜洪出兵，与赵匡凝、武安军节度使马殷袭安州。昭宗想去依附赵匡凝，却不得离开，只得先投靠朱全忠来解决眼下的祸事。
天祐元年（904年）四月，朱全忠盟友荆南节度使成汭在朱全忠要求下试图援助杜洪反抗杨行密将李神福围攻，五月，武贞军节度使雷彦威和马殷合兵攻陷成汭军部江陵府，掠人口财货。成汭军因而丧失斗志，被李神福击溃，成汭自杀。雷彦威军一度占有江陵，但雷彦威弟雷彦恭结连赵匡凝，驱逐雷彦威，据江陵。十月，赵匡凝又派弟弟赵匡明驱逐雷彦恭，接管江陵。朱全忠表赵匡凝为荆襄节度使，赵匡凝表弟弟为荆南军留后。当时皇室微弱，军阀们都拒绝上贡财赋，只有强取节镇的赵匡凝兄弟每年都上贡。
五月，赵匡凝遣水军上峡攻西川节度使王建辖下夔州，被王建养子知渝州王宗阮等击败，王建部下万州刺史张武造大铁索拦截长江中流，在两端立栅，称之为“锁峡”，意在防备赵匡凝再攻。六月，已被朱全忠所迫从长安迁都洛阳的昭宗封赵匡凝为荆南襄州忠义军节度、开府仪同三司、检校太师、中书令、江陵尹、襄州刺史、上柱国、楚王、食邑六千户，备礼册命，备革辂一乘，载册犊车一乘，及本品的卤簿、鼓吹等。后来后唐同光二年（924年）二月封李茂贞为秦王时，太常礼院即奏请按册命赵匡凝之例施行。尽管如此，赵匡凝相信朱全忠意图篡位，天祐元年七月，与李克用、杨行密、王建、李茂贞、李茂贞养子静难节度使李继徽、卢龙节度使刘仁恭发檄文彼此往来，都声言举兵讨朱全忠，恢复皇权。朱全忠很害怕，弑昭宗，代以昭宗子唐哀帝。
朱全忠将要篡位，担心赵匡凝兄弟不从，派使者告谕暗示包括赵匡凝兄弟在内的诸藩镇，赵匡凝哭着回答使者：“我深受唐恩，不敢有其他想法。”副使王筠也劝赵匡凝和朱全忠绝交。朱全忠大怒，出兵攻打赵匡凝。赵匡明大破宣武军于邓州，因而劝赵匡凝联合王建。二年（905年）五月，赵匡凝奏为成汭立祠庙，获准。同月，遣使与王建修好，以拒朱全忠，后又与王建联姻。七月，朱全忠认为赵匡凝兵力分散于荆襄两镇，可以图之，遣大将军武宁节度使杨师厚统前军攻赵匡凝，并上表赵匡凝罪状。八月，朱全忠又亲率中军后继，杨师厚攻下唐、邓、复、郢、随、房六州，朱全忠到襄州，屯兵汉北。同月，下诏削夺赵匡凝在身官爵。戎昭军节度使冯行袭也遣子冯勖以水军会合朱全忠于均州、房州。赵匡凝遣客谢罪，朱全忠囚之不遣还，败荆南救兵，俘其将。赵匡凝严兵以备。九月，杨师厚到谷城西童山，朱全忠命他在阴谷口造浮桥，引兵渡汉水。赵匡凝率劲卒二万在汉滨列阵，被杨师厚大破，被杀万余人，杨师厚兵临城下。当夜，赵匡凝焚襄州府城和船只，率其妻儿族人和麾下士卒溃围而出，乘船沿汉水急行奔杨行密。王筠自杀。赵匡明后也弃军镇，本欲同奔淮南，子赵承规进谏：“昔日诸葛兄弟分仕二国，如果去扬州（淮南军部），是自取疑。”赵匡明认为说得对，奔王建。赵匡凝牙将王建武派押牙常质以荆南投降朱全忠。
赵匡凝曾奏辟李珽为掌书记。赵匡凝出奔后，李珽为朱全忠所得，被再署为天平军掌书记。赵匡凝兄弟先前在天祐末年很礼遇许寂，学习保养之道，此时许寂随赵匡明奔西川。
朱全忠取荆襄后谋攻淮南，太府卿敬翔反对，认为刚取胜的军队应该持重养威。朱全忠不听，果然作战不利。
赵匡凝败走后，邓州被从忠义军分割出来设立宣化军。三年（906年），时任忠义军节度使的杨师厚因赵匡凝曾为节帅的缘故请求另立忠义军号，六月，获准，忠义军遂复称山南东道。
朱全忠刚占领襄州时，曾阅看赵匡凝所藏图书。后来朱全忠篡唐建立后梁，开平元年（907年）十月，杨师厚奉其命献上赵匡凝家所藏数千卷书籍。

### 败后
赵匡凝到扬州后，杨行密迎接他，戏言道：“君在军镇，每年给朱全忠送金帛，现在败了，才归顺我？”赵匡凝答：“诸侯事天子，每年贡赋是职责，岂是送给贼（指朱全忠）！我今日归顺公，正是因为我不从贼的缘故。”杨行密厚遇之。天祐二年十一月，杨行密薨，子杨渥继位，对赵匡凝稍有薄待。杨渥一次设宴，吃青梅，赵匡凝看着他说：“勿多吃，不然得小孩发烧的病。”诸将以为他轻慢，杨渥迁他到海陵，后他为杨渥将徐温所杀。
赵匡凝妻罗氏，唐朝封豫章郡君，后进封燕国夫人。

## 评价
- 《旧五代史》史臣曰：匡凝一门昆仲，千里江山，失守籓垣，不克负荷，斯乃刘景升之子之徒欤！[2]